# 第91ミサイル航空団 (アメリカ軍)
第91ミサイル航空団（だい91ミサイルこうくうだん 91st Missile Wing）はアメリカ空軍の部隊。空軍宇宙軍団第20空軍(20AF)傘下の部隊であり、作戦指揮上はアメリカ戦略軍の指揮を受ける。大陸間弾道ミサイルを運用する部隊であり、司令部はノースダコタ州マイノット空軍基地所在。人員は約4,500名。

## 概要
3個群で構成されているが、うち第91作戦群(91st OG)が主力であり、他の2個群は支援部隊である。91st OGは3個ミサイル中隊、1個ヘリコプター航空隊、1個作戦支援中隊で編成されている。ヘリコプターは人員輸送、兵站支援に用いられる。
91st MWの前身は1942年に創設された第91重爆撃群(91st Bombardment Group (Heavy))である。第二次世界大戦においてはB-17を装備し、欧州戦線に投入された。1948年10月11日に第91戦略偵察航空団(91st Strategic Reconnaissance Wing)に改編され、RB-29による偵察任務に就いた。朝鮮戦争でも偵察任務についている。1953年にはB-47に機種が更新されている。1957年11月8日に一時編成解除されている。
1962年11月15日に第91重爆撃航空団(91st Bombardment Wing, Heavy)として再編成され、B-52を装備した。1968年にマイノット空軍基地に移動し、ミニットマン IICBMを装備する第91戦略ミサイル航空団(91st Strategic Missile Wing)となった。1972年にミニットマン IはIII型に更新されている。1997年に第91宇宙航空団(91st Space Wing)に改称され、2008年7月1日からは第91ミサイル航空団に再改称されている。

## 部隊
- 第91作戦群(91st Operations Group)
  - 第740ミサイル中隊(740th Missile Squadron)
  - 第741ミサイル中隊(741st Missile Squadron)
  - 第742ミサイル中隊(742nd Missile Squadron)
  - 第54ヘリコプター飛行隊(54th Helicopter Squadron)
  - 第91作戦支援中隊(91st Operations Support Squadron)
- 第91警備隊群(91st Security Forces Group)
- 第91整備群(91st Maintenance Group)